# Placentonema
Placentonema är ett släkte av rundmaskar. Placentonema ingår i familjen Tetrameridae.
Släktet innehåller bara arten Placentonema gigantissima.